# Europese terreurlijst
Op de Europese terreurlijst staan namen van personen en organisaties die door de Europese Unie verdacht worden van terrorisme of banden met terroristen.

## Ontstaan in 2001
De Europese terreurlijst is na de aanslagen van 11 september 2001 aangelegd als aanvulling op de sanctielijst van de Verenigde Naties. Op de EU-lijst staan namen van personen en organisaties die verdacht worden van terrorisme of contacten met terroristen. De lijst wordt samengesteld door de Raad van de Europese Unie en regelmatig geactualiseerd. De terreurlijst maakt deel uit van het Europees gemeenschappelijk buitenlands- en veiligheidsbeleid.
Op 27 december 2001 besloot de Raad van de Europese Unie om een Europese terreurlijst samen te stellen. De legitimiteit van de terreurlijst is gebaseerd op art. 15 en art. 34 van het Verdrag betreffende de Europese Unie.  In deze artikelen staat dat de Raad van de Europese Unie gemeenschappelijke standpunten in kan nemen over bepaalde aangelegenheden. De lidstaten moeten hun nationale beleid vervolgens aan deze standpunten aanpassen (art. 15). De aangelegenheden waar het Verdrag naar verwijst kunnen ook over veiligheid gaan (art. 34).

## Consequenties van opname
Opname op de terreurlijst betekent dat van een persoon of organisatie alle financiële tegoeden bevroren worden, dit houdt in dat al het bankverkeer en verzekeringen worden stilgelegd. Ook worden van individuen op de lijst en personen gelieerd aan terroristische organisaties de reispapieren (paspoort) ingetrokken. De individuele lidstaten hanteren naast de Europese terreurlijst ook een eigen lijst met terroristische organisaties. In Nederland wordt deze lijst beheerd door de Nationaal Coördinator Terrorismebestrijding (NCTb).

## Terreurlijst van januari 2009
Op de Europese terreurlijst van 26 januari 2009 staan 59 personen en 47 organisaties.

## Europese en Nederlandse lijst
De Europese terreurlijst komt niet overeen met de lijst die Nederland hanteert. In de kennisbank van het NCTb waren in februari 2009 37 terroristische organisaties opgenomen. Dit zijn organisaties die relevant zijn voor Nederland.